# Gutka (poudre de tabac à mâcher)
Ne doit pas être confondu avec Gutka.

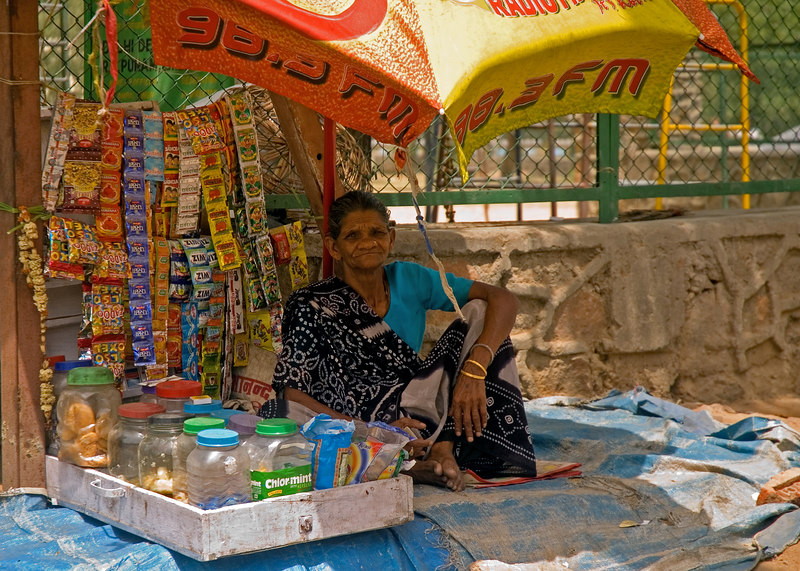
Vente de Gutka dans la rue en Inde

Le gutka est un mélange de tabac à priser utilisé en Inde.
Il est accusé de provoquer le cancer,.